# Cheiramiona silvicola
Cheiramiona silvicola is een spinnensoort uit de familie van de Cheiracanthiidae.
De wetenschappelijke naam van de soort werd in 1938 als Cheiracanthium silvicola (foutief opgegeven als 'silvicolum') gepubliceerd door Reginald Frederick Lawrence.